# 入射平面

入射平面由入射輻射的傳播向量和表面的法向量定義。

入射平面（plane of incidence）又稱入射面（incidence plane）、子午面（meridional plane），是在幾何光學中描述反射和折射的平面時，其中包含入射線的平面 （在波光學中，後者是入射波的k向量或入射線的波向量。）。
當反射是鏡面反射時，就像它用於鏡子或其他閃亮表面一樣，反射光線位於入射平面上；當折射也發生時，折射光線也位於同一平面上。入射線、表面法線和反射線（折射線）之間的共面條件被稱為反射第一定律（分別稱為折射第一定律）。